# Ambassade de Palestine près le Saint-Siège
L'ambassade de Palestine près le Saint-Siège est la représentation diplomatique de l'État de Palestine près le Saint-Siège. Inaugurée le 14 janvier 2017, elle se situe au 10, via di Porta Angelica, à Rome.

## Historique
En février 2013, le Vatican reconnaît officiellement l'État de Palestine. Le 13 mai 2015, le Saint-Siège annonce son intention de signer son premier traité avec la Palestine, une signature qui se déroule le 26 juin 2015,. Ce resserrement des relations voulu par le pape François s'accompagne de l'établissement de relations diplomatiques entre les deux États, culminant avec l'inauguration de l'ambassade palestinienne le 14 janvier 2017 en présence du président de l'Autorité palestinienne, Mahmoud Abbas, et du pape François.